# Lutici

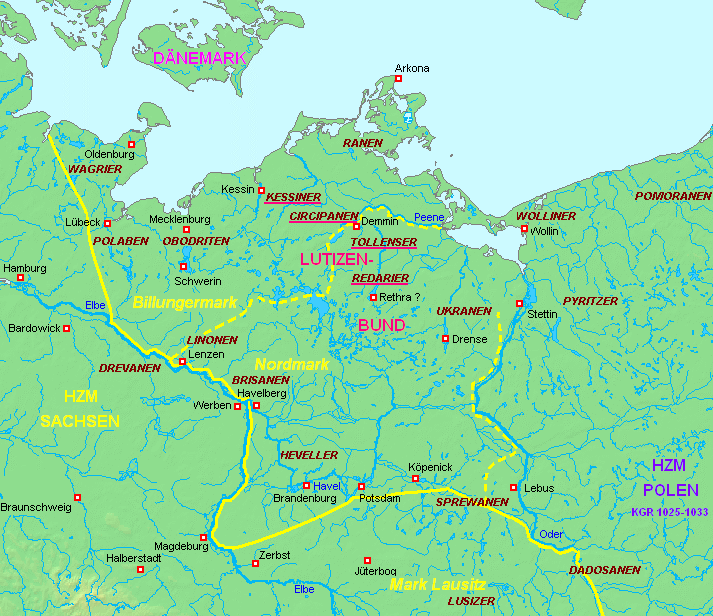
Lutizenbund

Lutici var stamfederation av västslaviska polabiska stammar i nordöstra Tyskland från före 983 till 1168. 
Stammarna som ingick i federationen inkluderade Redarians (Redari, Redarii), Circipanians (Circipani), Kessinians (Kessini, Kycini, Chizzini) och Tollensians (Tholenzi). 
Luticifederationen efterträdde Veletifederationen. Luticifederationen leddes av gemensamma beslut fattade på stammöten där stammarna representerades av stammarnas stormän. Federationen var Västeuropas sista hedniska stat, då Lutici var anhängare av den slaviska religionen. Federationens centrum var först Rethra (? - 1127) och sedan Arkona (1127-1168). 

## Historik
Lutici nämns först federationen framgångsrikt deltog i Det stora slaviska upproret mot kejsaren mellan 983 och 997. Mellan 1003 och 1033 var lutici allierad med kejsaren mot Polen. Efter tysk-luticiska kriget 1033-1035 var lutici åter tributstat till kejsaren, men behöll inre självstyre och religion. Federationen försvagades av inre strider 1056, och underkastades obotriterna 1057-1066. Lutici gjorde framgångsrikt uppror mot obotriterna 1066. Lutici skakades dock av inre strider på 1070-talet, som vilket gjorde att federationen under 1100-talet inte lyckades försvara sig helt mot ständiga plundringsräder och trakasserier från sina grannar.   
Under 1100-talet erövrades Luticifederationen gradvis av sina kristna grannar och styckades upp mellan hertigdömet Mecklenburg i väst, Markgrevskapet Brandenburg i söder och hertigdömet Pommern in öster. Innevånarna tvingades konvertera till kristendomen och uppgick i den kristna tysktalande befolkningen under Ostsiedlung. 
Större delen av Lutici underkastades Pommern och tvingades konvertera under kristningen av Pommern 1124-1128. 
År 1168 erövrades furstendömet Rügen av Danmark efter belägringen av Arkona, varpå templet i Arkona förstördes av danskarna och den hedniska fursten Tetzlav av Rügen konverterade till kristendomen och underkastade sig kung Valdemar I av Danmark som kristen vasall. 